# Lubuk Talang
Lubuk Talang is een bestuurslaag in het regentschap Muko-Muko van de provincie Bengkulu, Indonesië. Lubuk Talang telt 1035 inwoners (volkstelling 2010).